# Heteropappus medius
Heteropappus medius là một loài thực vật có hoa trong họ Cúc. Loài này được (Krylov) Tamamsch. mô tả khoa học đầu tiên năm 1959.